# Baa Baa Land
Baa Baa Land es una película de cine lento de 2017 producida por la empresa de software de meditación Calm que presenta ocho horas de imágenes de ovejas paradas en un campo.  La idea de la película fue concebida por el productor Peter Freedman y fue dirigida, filmada y editada por el director de cine artístico Garth Thomas. Cada toma dura entre 30 minutos y más de una hora.  Se filmó en la granja de corderos y ovejas Layer Marney cerca de Tiptree en Essex, Inglaterra,   y se estrenó en el Prince Charles Cinema en el West End de Londres el 27 de septiembre de 2017. 
La película es un ejemplo de "cine lento", una técnica que se centra en tomas largas, minimalismo y, a menudo, muy poca o ninguna narrativa o diálogo.  La película no tiene trama ni actores humanos, diálogo o narrativa, y Freedman la describió como la "película más aburrida jamás realizada". Su objetivo es hacer dormir a los espectadores,   y fue descrito por el productor Alex Tew, cofundador de Calm junto con el productor Michael Acton Smith, como "mejor que cualquier pastilla para dormir" y "la cura definitiva para el insomnio". 
La duración de ocho horas de Baa Baa Land ha llevado a algunos a llamarla la decimonovena película más larga de todos los tiempos, la misma duración que la película de Andy Warhol de 1967 Imitation of Christ y cinco minutos más corta que Empire.